# Ava Rose
Ava Rose (Sutton, Alaska; 9 de febrero de 1986) es una actriz pornográfica estadounidense, que se incorporó la industria pornográfica desde 2006 a la edad de 20 años.
Ava y su hermana Mia eran estríperes antes de incursionar en el porno. Fueron contactadas para hacer películas para adultos por un agente a través de MySpace. Varias veces han estado juntas en las mismas escenas, pero nunca han tenido sexo entre ellas.
Ava fue desde el 2006 una actriz exclusiva de la empresa Adam & Eve. Actuó en 25 películas para la empresa incluyendo el papel protagonista en 2008 de la parodia Carolina Jones and the Broken Covenant. Su contrato expiró en julio de 2008, Rose se convirtió en un agente libre representada por LA Direct Models.

## Premios
| Ceremonia    | Año  | Resultado | Premio                       | Trabajo                               |
| ------------ | ---- | --------- | ---------------------------- | ------------------------------------- |
| Premios XRCO | 2006 | Nominada  | Nueva Estrella.              | Nueva Estrella.                       |
| Premios FAME | 2007 | Finalista | Estrella Oral Favorita.      | Estrella Oral Favorita.               |
| Premios AVN  | 2007 | Nominada  | Mejor Nueva Estrella.        | Mejor Nueva Estrella.                 |
| Premios AVN  | 2009 | Nominada  | Mejor Escena Sexual 3 Vías.  | Caroline Jones & the Broken Covenant. |
| Premios AVN  | 2009 | Nominada  | Mejor Escena de Sexo Grupal. | Dark City.                            |
| Premios AVN  | 2009 | Nominada  | Mejor Escena de Sexo Grupal  | Roller Dollz.                         |